# إنريك بولا سينوبوا
إنريك بولا سينوبوا (بالإسبانية: Kike Boula)‏ (مواليد 17 يناير 1993)، يعرف بـكيكيه، هو لاعب كرة قدم غيني استوائي في مركز الهجوم، ويلعب حاليًا لصالح نادي ريال مايوركا ب.

## الإحصائيات

### المنتخب
آخر تحديث 18 يناير 2015.
| غينيا الاستوائية | غينيا الاستوائية | غينيا الاستوائية |
| السنة            | الظهور           | الأهداف          |
| ---------------- | ---------------- | ---------------- |
| 2015             | 2                | 0                |
| الإجمالي         | 2                | 0                |

## روابط خارجية
- صفحة اللاعب على فوتبولمي (بالإسبانية)
- إنريك بولا سينوبوا على موقع الاتحاد الدولي (مؤرشف)  (الإنجليزية)
- إنريك بولا سينوبوا على موقع ناشيونال فوتبول تيمز (الإنجليزية)
- إنريك بولا سينوبوا على موقع Soccerway.com (الإنجليزية)
- صفحة اللاعب على سوكرواي